# BSN賞
BSN賞(ビーエスエヌしょう)は日本中央競馬会(JRA)が新潟競馬場で施行されている中央競馬のリステッド競走である。BSNは新潟県新潟市に本社を置く新潟放送の略称である。

## 概要
1965年に新潟競馬場芝2000mでサラ系4歳(現3歳)以上の条件特別『BSN賞』として施行されたのがはじまりである。1967年より芝1800mのオープン特別に昇格され、翌1968年からは『BSN盃』、1970年からは『BSN杯』にそれぞれ名称を変更する。その後は度々施行距離を変更されてきたが、1993年より『BSNオープン』に名称変更され、2000年からは再び名称を『BSN賞』に、施行距離もダート1200mにそれぞれ変更された。なお、2000年は新潟競馬場の馬場改造工事の影響により中山競馬場ダート1200mで4歳(現3歳)以上1600万下の特別競走で施行された。現行のダート1800mで施行されるようになったのは2013年からのことである。
2024年度の賞金は1着2400万円、2着960万円、3着600万円、4着360万円、5着240万円となっている。

## 歴史
- 1965年　新潟競馬場芝2000mの4歳(現3歳)以上の条件特別戦として施行。
- 1966年　施行距離を芝1800mに変更。
- 1967年　オープン戦特別競走に昇格。
- 1968年　名称を『BSN盃』に変更。
- 1970年　
  - 名称を『BSN杯』に変更。
  - 施行距離を芝1600mに変更。
- 1992年　指定交流競走に指定。
- 1993年　名称を『BSNオープン』に変更。
- 2000年

- 新潟競馬場の馬場改造工事の影響により中山競馬場ダート1200mで施行。
- 名称を『BSN賞』に再び変更。

- 2013年　施行距離をダート1800mに変更。
- 2008年　特別指定交流競走に指定。
- 2019年　リステッド競走に指定[7][8][9]。
- 2020年　新型コロナウイルス感染症(COVID-19)の流行及び改正・新型インフルエンザ等対策特別措置法32条に基づき日本国政府から発令された新型コロナウイルス緊急事態宣言により、客を入れない「無観客競馬」かつ中央競馬場所属のみで施行[10][11]。

## 歴代優勝馬
1965年から1999年まで芝、2000年から現在はダート。
馬齢は現行表記に揃えている。
| 施行日         | 競馬場 | 距離  | 条件       | 優勝馬             | 年齢 | タイム | 優勝騎手   | 管理調教師 | 馬主                                 |
| -------------- | ------ | ----- | ---------- | ------------------ | ---- | ------ | ---------- | ---------- | ------------------------------------ |
| 1965年7月25日  | 新潟   | 2000m | 120万下    | ミトヤシユーホー   | 牡4  | 2:07.4 | 栗田勝     | 武輔彦     | 鈴木清                               |
| 1966年9月23日  | 新潟   | 1800m | 250万下    | トクサンオー       | 牡3  | 1:54.8 | 渡辺栄     | 柴田不二男 | 鈴木徳一郎                           |
| 1967年5月21日  | 新潟   | 1800m | オープン   | アサナミ           | 牡4  | 1:51.3 | 加賀武見   | 蛯名武五郎 | 奥山隼人                             |
| 1968年9月29日  | 新潟   | 1800m | オープン   | スズハヤテ         | 牡4  | 1:48.7 | 池之上豊   | 佐藤正二   | ワイ・エス・エス                     |
| 1969年7月6日   | 新潟   | 1800m | オープン   | ホースジョー       | 牡4  | 1:50.8 | 増沢末夫   | 鈴木勝太郎 | 角田二郎                             |
| 1970年9月20日  | 新潟   | 1600m | オープン   | アイズキノー       | 牡4  | 1:35.7 | 那須孝一   | 本郷重彦   | 堀川三之助                           |
| 1971年6月27日  | 新潟   | 1600m | オープン   | トウショウピット   | 牡4  | 1:35.5 | 菅原泰夫   | 茂木為二郎 | トウショウ産業（株）                 |
| 1972年9月3日   | 新潟   | 1800m | オープン   | ナスノカオリ       | 牝4  | 1:48.8 | 嶋田功     | 稲葉幸夫   | 那須野牧場                           |
| 1973年11月11日 | 新潟   | 1600m | 700万下    | ニッショウ         | 牡4  | 1:41.7 | 坂本恒三   | 田中朋次郎 | 宮崎昌則                             |
| 1974年7月14日  | 新潟   | 1600m | オープン   | サンポウ           | 牡4  | 1:34.9 | 安田富男   | 加藤朝治郎 | 山清産業（株）                       |
| 1975年7月13日  | 新潟   | 1800m | オープン   | ブルームーン       | 牡4  | 1:48.7 | 清水利章   | 藤本冨良   | 竹内専一                             |
| 1976年7月18日  | 新潟   | 1800m | オープン   | ニシキエース       | 牡5  | 1:51.0 | 森安重勝   | 森安弘昭   | 小林清                               |
| 1977年7月17日  | 新潟   | 1800m | オープン   | インタースペンサー | 牡3  | 1:49.3 | 大崎昭一   | 柴田寛     | 松岡正雄                             |
| 1978年7月16日  | 新潟   | 1800m | オープン   | カネミカサ         | 牡4  | 1:47.8 | 蛯沢誠治   | 成宮明光   | 金指利明                             |
| 1979年7月22日  | 新潟   | 1800m | オープン   | サクラゴッド       | 牝4  | 1:51.4 | 小島太     | 久保田彦之 | （株）さくらコマース                 |
| 1980年7月20日  | 新潟   | 1800m | オープン   | サクラゴッド       | 牝5  | 1:49.7 | 中野栄治   | 久保田彦之 | （株）さくらコマース                 |
| 1981年7月19日  | 新潟   | 1200m | オープン   | コンパニオン       | 牝4  | 1:09.2 | 田村正光   | 奥平真治   | 塩入通之                             |
| 1982年7月18日  | 新潟   | 1200m | オープン   | ゲイルスポート     | 牡3  | 1:09.5 | 蛯沢誠治   | 阿部新生   | （有）ターフ・スポート               |
| 1983年7月17日  | 新潟   | 1200m | オープン   | ロードサルタン     | 牡4  | 1:09.3 | 増沢末夫   | 鈴木勝太郎 | （株）ロードホースクラブ             |
| 1984年7月15日  | 新潟   | 1400m | オープン   | サーペンスール     | 牝4  | 1:22.0 | 岡部幸雄   | 鈴木清     | 堀越毅一                             |
| 1985年7月14日  | 新潟   | 1200m | オープン   | サクラシンボリ     | 牡6  | 1:09.1 | 小島太     | 久保田彦之 | 全演植                               |
| 1986年7月13日  | 新潟   | 1200m | オープン   | ダイナシュガー     | 牝5  | 1:09.5 | 坂井千明   | 高橋祥泰   | （有）社台レースホース               |
| 1987年7月19日  | 新潟   | 1200m | オープン   | アイランドゴッテス | 牝5  | 1:08.1 | 増沢末夫   | 野平富久   | 嶋村二三男                           |
| 1988年8月14日  | 新潟   | 1800m | 1400万下   | キャニオンシロー   | 牝5  | 1:47.1 | 津曲幸夫   | 田村駿仁   | 西山正行                             |
| 1989年7月16日  | 新潟   | 1200m | オープン   | タケデンジャスミン | 牝4  | 1:09.3 | 成島正規   | 田子冬樹   | 武市弘                               |
| 1990年7月15日  | 新潟   | 1200m | オープン   | デュークプリンセス | 牝5  | 1:08.3 | 柴田善臣   | 鈴木清     | 河合克俊                             |
| 1991年7月14日  | 新潟   | 1200m | オープン   | ニフティニース     | 牝4  | 1:08.6 | 竹原啓二   | 松山康久   | 吉田善哉                             |
| 1992年7月26日  | 新潟   | 1800m | オープン   | フェザーマイハット | 牝5  | 1:46.1 | 原昌久     | 本郷一彦   | （有）社台レースホース               |
| 1993年7月25日  | 新潟   | 1800m | オープン   | マイヨジョンヌ     | 牡3  | 1:47.6 | 蛯名正義   | 畠山重則   | 柴原榮                               |
| 1994年7月24日  | 新潟   | 1800m | オープン   | フジヤマケンザン   | 牡6  | 1:48.2 | 蛯名正義   | 森秀行     | 藤本龍也                             |
| 1995年8月31日  | 新潟   | 1400m | オープン   | ドージマムテキ     | 牡5  | 1:20.5 | 蛯名正義   | 森秀行     | 堂島和夫                             |
| 1996年7月21日  | 新潟   | 1800m | オープン   | エアチャリオット   | 牡5  | 1:47.8 | 橋本広喜   | 伊藤正徳   | 吉原毎文                             |
| 1997年7月27日  | 新潟   | 1800m | オープン   | ティーエムビガー   | 牡5  | 1:47.6 | 蛯名利弘   | 山田要一   | 寺内正光                             |
| 1998年8月2日   | 新潟   | 1800m | オープン   | メジロスティード   | 牡5  | 1:49.4 | 吉田豊     | 高橋裕     | （有）メジロ牧場                     |
| 1999年8月1日   | 新潟   | 2000m | オープン   | プロモーション     | 牝5  | 1:58.8 | 蛯名正義   | 和田正道   | （有）社台レースホース               |
| 2000年9月2日   | 中山   | 1200m | 1600万下   | ハタノアドニス     | 牡5  | 1:10.7 | 的場均     | 畠山吉宏   | 畑末廣郎                             |
| 2001年9月1日   | 新潟   | 1200m | オープン   | ゲイリーコンドル   | 牡6  | 1:10.5 | 柴田善臣   | 増本豊     | （株）東京サラブレッドビューロー     |
| 2002年8月31日  | 新潟   | 1200m | オープン   | ティエッチグレース | 牝5  | 1:11.5 | 小林久晃   | 高橋祥泰   | 保手浜弘規                           |
| 2003年9月6日   | 新潟   | 1200m | オープン   | マイネルセレクト   | 牡4  | 1:09.6 | 大西直宏   | 中村均     | （株）サラブレッドクラブ・ラフィアン |
| 2004年9月4日   | 新潟   | 1200m | オープン   | ヒカリジルコニア   | 牡5  | 1:10.8 | 吉田稔     | 清水久雄   | 當山隆則                             |
| 2005年7月23日  | 新潟   | 1200m | 1000万下   | ストロングメモリー | 牝5  | 1:11.1 | 田中勝春   | 古賀史生   | （有）社台レースホース               |
| 2006年9月2日   | 新潟   | 1200m | オープン   | ジョイフルハート   | 牡5  | 1:10.1 | 武豊       | 小野幸治   | 名古屋友豊（株）                     |
| 2007年9月1日   | 新潟   | 1200m | オープン   | ワキノカイザー     | 牡7  | 1:10.3 | 田中勝春   | 音無秀孝   | 脇山良之                             |
| 2008年9月6日   | 新潟   | 1200m | オープン   | バンブーエール     | 牡5  | 1:10.1 | 松岡正海   | 安達昭夫   | （有）バンブー牧場                   |
| 2009年9月5日   | 新潟   | 1200m | オープン   | クィーンオブキネマ | 牝5  | 1:10.8 | 内田博幸   | 領家政蔵   | 西森鶴                               |
| 2010年9月4日   | 新潟   | 1200m | オープン   | マハーバリプラム   | 牝5  | 1:10.2 | 蛯名正義   | 安田隆行   | 吉田勝己                             |
| 2011年9月3日   | 新潟   | 1200m | オープン   | アースサウンド     | 牝4  | 1:10.4 | 蛯名正義   | 和田正道   | （株）グリーンファーム               |
| 2012年8月18日  | 新潟   | 1200m | オープン   | アドバンスウェイ   | 牡6  | 1:10.9 | 木幡初広   | 武藤善則   | 西川隆士                             |
| 2013年7月27日  | 新潟   | 1800m | オープン   | トウショウフリーク | 牡6  | 1:51.3 | 福永祐一   | 今野貞一   | トウショウ産業（株）                 |
| 2014年8月30日  | 新潟   | 1800m | オープン   | インカンテーション | 牡4  | 1:50.6 | 大野拓弥   | 羽月友彦   | （有）ターフ・スポート               |
| 2015年8月29日  | 新潟   | 1800m | オープン   | ダノンリバティ     | 牡3  | 1:49.5 | 丸山元気   | 音無秀孝   | （株）ダノックス                     |
| 2016年8月27日  | 新潟   | 1800m | オープン   | ピオネロ           | 牡5  | 1:51.1 | 福永祐一   | 松永幹夫   | （株）キャロットファーム             |
| 2017年8月26日  | 新潟   | 1800m | オープン   | トップディーヴォ   | 牡5  | 1:51.5 | 横山典弘   | 昆貢       | （有）コオロ                         |
| 2018年8月25日  | 新潟   | 1800m | オープン   | サルサディオーネ   | 牝4  | 1:51.8 | 池添謙一   | 羽月友彦   | 菅原広隆                             |
| 2019年8月24日  | 新潟   | 1800m | リステッド | アイファーイチオー | 牡5  | 1:50.7 | 丸山元気   | 上村洋行   | 中島稔                               |
| 2020年8月29日  | 新潟   | 1800m | リステッド | ロードブレス       | 牡4  | 1:51.5 | 三浦皇成   | 奥村豊     | （株）ロードホースクラブ             |
| 2021年8月28日  | 新潟   | 1800m | リステッド | ブルベアイリーデ   | 牡5  | 1:50.3 | M.デムーロ | 杉山晴紀   | 森中蕃                               |
| 2022年8月27日  | 新潟   | 1800m | リステッド | ジュンライトボルト | 牡5  | 1:51.5 | 石川裕紀人 | 友道康夫   | 河合純二                             |
| 2023年8月26日  | 新潟   | 1800m | リステッド | アイコンテーラー   | 牝5  | 1:50.8 | 菱田裕二   | 河内洋     | 中西浩一                             |
| 2024年8月10日  | 新潟   | 1800m | リステッド | ブレイクフォース   | 牡5  | 1:51.0 | 田辺裕信   | 中舘英二   | 水上行雄                             |